# César González (artista)
César González (Morón, 28 de febrero de 1989) es un escritor, poeta, ensayista y director de cine argentino. También es conocido por su seudónimo Camilo Blajaquis.

## Biografía
Nació en el seno de una humilde familia en la villa Carlos Gardel (Morón), siendo el mayor de ocho hermanos. Sobre esto relata:

Aparte de excluirte económicamente, te excluyen cultural y simbólicamente. Te excluyen porque sos el negro de una villa, el negro de mierda, vas a ser chorro, obrero y nada más. El sistema te excluye y es mucho más cruel de lo que uno cree. Lo que juega es una exclusión simbólica: el de la villa es un ignorante, es un posible delincuente.

Tuvo una juventud difícil, donde se metió en las drogas y la delincuencia. Ingresó en reformatorios y en el año 2005, con 16 años de edad, se encontró primero en el Instituto de Menores Luis Agote y luego en la cárcel de Marcos Paz, entre otros institutos, purgando una condena como cómplice de un secuestro extorsivo.
Fue mientras ya llevaba detenido más de 1 año en un reformatorio de máxima seguridad; el Instituto Manuel Belgrano, ubicado en el barrio de Balvanera, que conoció a Patricio Montesano, un mago profesional que dictaba talleres de su disciplina, pero que también reflexionaba sobre diversos temas sociales y artísticos  junto a los presos. César se interesará más por esta otra faceta del taller, Montesano empezaría a suministrarle libros y se afianzaría una amistad que se desarrollaba una vez terminada la parte de la magia, en extensas y diversas charlas adentro del pabellón. Montesano será quien acerque a González a la lectura de filósofos cómo Niezsche, Spinoza, Gilles Deleuze, Felix Guattari y a la obra de cineastas clásicos como Rosselini, De Sica, Luchino Visconti o Glauber Rocha. Esta amistad  se mantendría una vez que González recupera su libertad. Montesano se retiró de la magia profesional y aparece en los créditos de las películas de González cumpliendo la tarea de Asistente de Dirección.

Fue un renacimiento; el concepto de renacimiento en la historia de la humanidad es salir de la oscuridad de la Edad Media, de las tinieblas del oscurantismo. De repente aparecen Galileo, Da Vinci, Copérnico, otra corriente de filosofía con Descartes, los inventores, los pintores. Mi renacimiento fue gracias a la cultura.

Busqué todo lo que me explicara un poco como funciona este sistema. El filósofo francés Gilles Deleuze, Rodolfo Walsh, Spinoza, Nietzsche, para entender la parte existencial de esta sociedad, Michel Foucault, el Che...

También fue Montesano quien lo estimuló a desarrollar la actividad literaria, a escribir poesías. En el tiempo que se encontró en el Instituto Agote, creó una biblioteca y la revista cultural ¿Todo piola?, junto a Montesano, quién se encargaba del diseño y de repartir los ejemplares afuera de la cárcel. La revista contaba con distintos textos de González, de otros jóvenes detenidos, de artistas, intelectuales y periodistas. En la cárcel finaliza los estudios secundarios y se anota para cursar la carrera de filosofía en la UBA. Abandonaría al poco tiempo de salir y aprobar algunas materias del ingreso (CBC), para dedicarse al cine. Ya a los pocos meses de salir de la prisión realiza el cortometraje "El cuento de la mala pipa" (2010), que relata la vida y muerte de un jovencito adicto a las drogas y ladrón, siendo González quien interpreta al protagonista de la historia. El cortometraje fue realizado junto a nuevos compañeros de la revista Todo Piola? que se sumaron cuando González recupera su libertad, entre los que se encontraban Martín Céspedes (hijo de los reconocidos cineastas Carmen Guarini y  Marcelo Céspedes) , Mario Santucho hijo Mario Santucho, Rata Vega (diseñador gráfico de la Revista Crisis hijo de desaparecidos), entre otros.
El seudónimo utilizado al comienzo de su carrera conforma un homenaje al revolucionario cubano Camilo Cienfuegos y al militante sindical Domingo Blajaquis, quien fue asesinado en Avellaneda en 1966; hecho relatado por Rodolfo Walsh en el libro ¿Quién mató a Rosendo?. A los 21 años publica su primer libro, La venganza del cordero atado, que ya lleva tres ediciones. El título del libro hace referencia al disco Lobo suelto, Cordero Atado de la banda de rock argentino Los Redonditos de Ricota y, al igual que los discos de esta banda, es ilustrado por el dibujante Rocambole. En noviembre del 2011 presentó en la Biblioteca Nacional su segundo libro, Crónica de una libertad condicional.
En el 2012 comienza a conducir un ciclo televisivo llamado Alegría y dignidad, en el canal Encuentro. La primera emisión contó su historia, sucediéndose luego más casos similares donde surgen diferentes expresiones artísticas en ámbitos marginales.
Trabajó en la Secretaría de Cultura de Morón hasta el año 2012, organizando talleres literarios en el Barrio Carlos Gardel, donde vive, y en otros barrios del municipio.
En el año 2013 deja de publicarse la revista ¿Todo Piola? y debuta como director de cine, al estrenarse el largometraje de ficción Diagnóstico esperanza. En el mismo año dirige "Corte Rancho", un documental sobre la vida en distintos barrios populares de Buenos Aires emitido por Canal Encuentro y la Tv Pública.
En diciembre del 2014 estrena su segundo largometraje, llamado ¿Qué puede un cuerpo?.

## Obra literaria

### Poesía
- La venganza del cordero atado (con un prólogo de Luis Mattini y está ilustrado por Rocambole) (2010)
- Crónica de una libertad condicional (2011)
- Retórica al suspiro de queja (2015)

### Ensayos
- El Fetichismo de la marginalidad (2021)
- El niño resentido (2023)

## Filmografía

### Cortometrajes
- El cuento de la mala pipa (2010)
- Mundo aparte (2011)
- Condicional (2012)
- Corte Rancho (Documental, 2013)
- Guachines (2014)
- Truco (2015)
- Milagro (2019)
- La nobleza del vidrio (2021)

### Largometrajes
- Diagnóstico esperanza (2013)
- ¿Qué puede un cuerpo? (2014)
- Exomologesis (2016)
- Lluvia de jaulas (2019)
- Atenas (2019)
- Castillo y Sol (2020)
- Diciembre (2021; codirigido con Alejandro Bercovich)
- Reloj, soledad (2021)
- Al borde (2023)
- Fobia (2024; codirigida con Sofía Gala Castiglione)

## Premios
- 2023. Festival Rencontres du Cinéma Sud-Américain: Premio especial del jurado por Reloj, soledad.[10]